# Heraclea Lyncestis
‎
Heraclea Lyncestis, foi uma antiga cidade na Macedônia, governada posteriormente pelos romanos. Suas ruínas estão localizadas a 2 km ao sul da moderna cidade de Bitola, Macedônia do Norte. No começo do período cristão, Heraclea foi uma importante sede episcopal e um ponto de passagem na Via Egnatia, que outrora ligava Bizâncio a Roma através do porto marítimo Adriático Dirráquio. Alguns de seus bispos são citados em sínodos na Serdica e em outras cidades próximas. A cidade foi gradualmente abandonada no século VI depois de um terremoto e invasões eslavas.

## Fundação por Filipe II da Macedônia
Foi fundada por Filipe II da Macedônia em meados do século IV a.C. A cidade foi batizada em homenagem ao herói mitológico Hércules. O nome Lynkestis tem origem no nome do antigo reino, conquistado por Filipe, onde a cidade foi construída.